# Prova de supressió de dexametasona
La prova de supressió de dexametasona (PSD) s'utilitza per avaluar la funció de la glàndula suprarenal mesurant com canvien els nivells de cortisol en resposta a dosis orals o una injecció de dexametasona. Normalment s'utilitza per diagnosticar la síndrome de Cushing.
Històricament, la PSD es va utilitzar per diagnosticar la depressió, però el 1988 es va considerar que "en el millor dels casos, era molt limitat en la seva capacitat clínica" per a aquest propòsit.